# Acanella microspiculata
Acanella microspiculata är en korallart som beskrevs av Aurivillius 1931. Acanella microspiculata ingår i släktet Acanella och familjen Isididae. Inga underarter finns listade i Catalogue of Life.